# Ibrahim Aoudou
Ibrahim Aoudou, né le 23 août 1955 à Mbalmayo. Il réside actuellement en Corse.

## Biographie
En tant qu'international camerounais, il participe à la Coupe du monde 1982, et aux Jeux olympiques de 1984. Il remporte la CAN 1984, en étant également finaliste de l'édition 1986.
Il est élu en 2006 comme l'un des 200 meilleurs footballeurs africains de ces 50 dernières années.